# Mongoliet i olympiska sommarspelen 2000
Mongoliet deltog i de olympiska sommarspelen 2000 med en trupp bestående av tjugo deltagare, tolv män och åtta kvinnor, men ingen av landets deltagare erövrade någon medalj.

## Boxning
Fjädervikt
- Tumentsetseg Uitumen
  - Omgång 1 - Förlorade mot Almazbek Raimkulov från Kirgizistan (gick inte vidare)

## Friidrott
Herrarnas 800 meter
- Puntsag-Osor Purevsuren
  1. Omgång 1 - 01:56.29 (gick inte vidare)

Damernas 5 000 meter
- Baatarkhuu Battsetseg
  1. Omgång 1 - 18:22.98 (gick inte vidare)